# Il boy friend
Il boy friend (The Boy Friend) è un film del 1971 diretto da Ken Russell.
Russell, anche sceneggiatore e produttore oltre che regista, prese spunto per il film dal musical di Sandy Wilson, andato in scena a Londra nel 1954 e diventato un grande successo di Broadway, dove fu interpretato da un'esordiente Julie Andrews. Invece di usare la trama della commedia originale, Russell la inquadrò in una storia ambientata tra il cast di una scalcinata compagnia teatrale inglese che si trova ad avere in sala, tra gli spettatori, il famoso impresario DeThrill (il cui nome, inventato, richiama quello vero di Cecil B. DeMille), venuto a vedere lo spettacolo per trovare nuovi talenti.

## Trama
Rita, primadonna di una piccola compagnia teatrale di provincia, è impossibilitata ad andare in scena dopo essersi spaccata un'anca. Il suo ruolo viene affidato alla giovane e graziosa Polly, la trovarobe, innamorata di Tony, il protagonista maschile del musical. Si scopre che lo spettacolo ha, tra il pubblico, uno spettatore illustre, il celebre DeThrill che è - immaginano tutti - alla ricerca di talenti da portare a Hollywood. La sua presenza mette in agitazione il cast, con gli attori che cercano in ogni modo di mettersi in bella vista davanti all'illustre ospite. Mentre Max Mandeville, il regista, sogna che il suo dimesso spettacolo possa diventare protagonista di un fastoso musical hollywoodiano, ricco di scene e costumi che esistono solo nella sua fantasia.
Gli unici poco preoccupati della presenza di DeThrill sono proprio i due protagonisti, Polly e Tony, occupati come sono a intrecciare una loro timida storia d'amore. Le ragazze del corpo di ballo danno il colpo finale al tutto quando improvvisano uno spogliarello, togliendosi nell'ultima scena le divise da infermiere e restando sul palcoscenico in guêpière. Una delle attrici, Maisie, convinta di essere la prescelta da DeThrill, prepara armi e bagagli pronta alla partenza. Ma DeThrill, che ha lasciato un bigliettino a Polly, nella stradina sul retro del teatro riconosce in uno dei ballerini il figlio lungamente cercato. Era lui il motivo della sua presenza in teatro. Maisie non può far altro che tornare delusa indietro mentre padre e figlio, finalmente riuniti, se ne vanno insieme.
Quando Polly legge il biglietto, vi trova un invito di DeThrill per Hollywood. Ma la ragazza confida a Tony che, a Hollywood, preferisce una piccola casa a Bloomsbury dove vivere insieme a lui.

## Produzione
Ken Russell, in veste di produttore, creò per l'occasione una compagnia cui dette il nome di Russflix. La Metro-Goldwyn-Mayer, che ne fu anche distributrice, compare sotto la dizione MGM presents.
I costumi sono firmati da Shirley Russell (1935-2002), la prima moglie di Ken Russell. Il protagonista maschile e ballerino Christopher Gable curò anche le coreografie del film.
Fu l'ultima interpretazione di Max Adrian.

## Distribuzione
Distribuito dalla Metro-Goldwyn-Mayer (MGM), fu presentato in prima a New York il 16 dicembre 1971. L'anno dopo, il 3 febbraio, si tenne la prima londinese.

## Riconoscimenti
- 2 Golden Globe 1972: migliore attrice in un film commedia o musicale (Twiggy), migliore attrice debuttante (Twiggy)
- National Board of Review Awards 1971: miglior regista